# Союз отверженных
Сою́з отве́рженных (нем. Bund der Geächteten) — демократическая республиканская тайная организация немецких политических эмигрантов и странствующих ремесленников-подмастерьев, основанная в Париже в 1834 году.
Предшественником организации был основанный в 1832 году в Париже немецкими политическими эмигрантами и ремесленниками Немецкий народный клуб, во главе которого стояли торговец Герман Вольфрум и журналист Йозеф Генрих Гарнье. После запрещения в 1834 г. деятельности клуба (вызванного изменениями во французском законодательстве) часть его бывших членов (среди которых наиболее активную роль играли журналист Якоб Венедей и юрист Теодор Шустер) основали тайное общество под названием «Союз отверженных» с иерархической структурой и авторитарным руководством. В своих действиях это общество придерживалось заговорщической тактики и насчитывало около 500 членов.

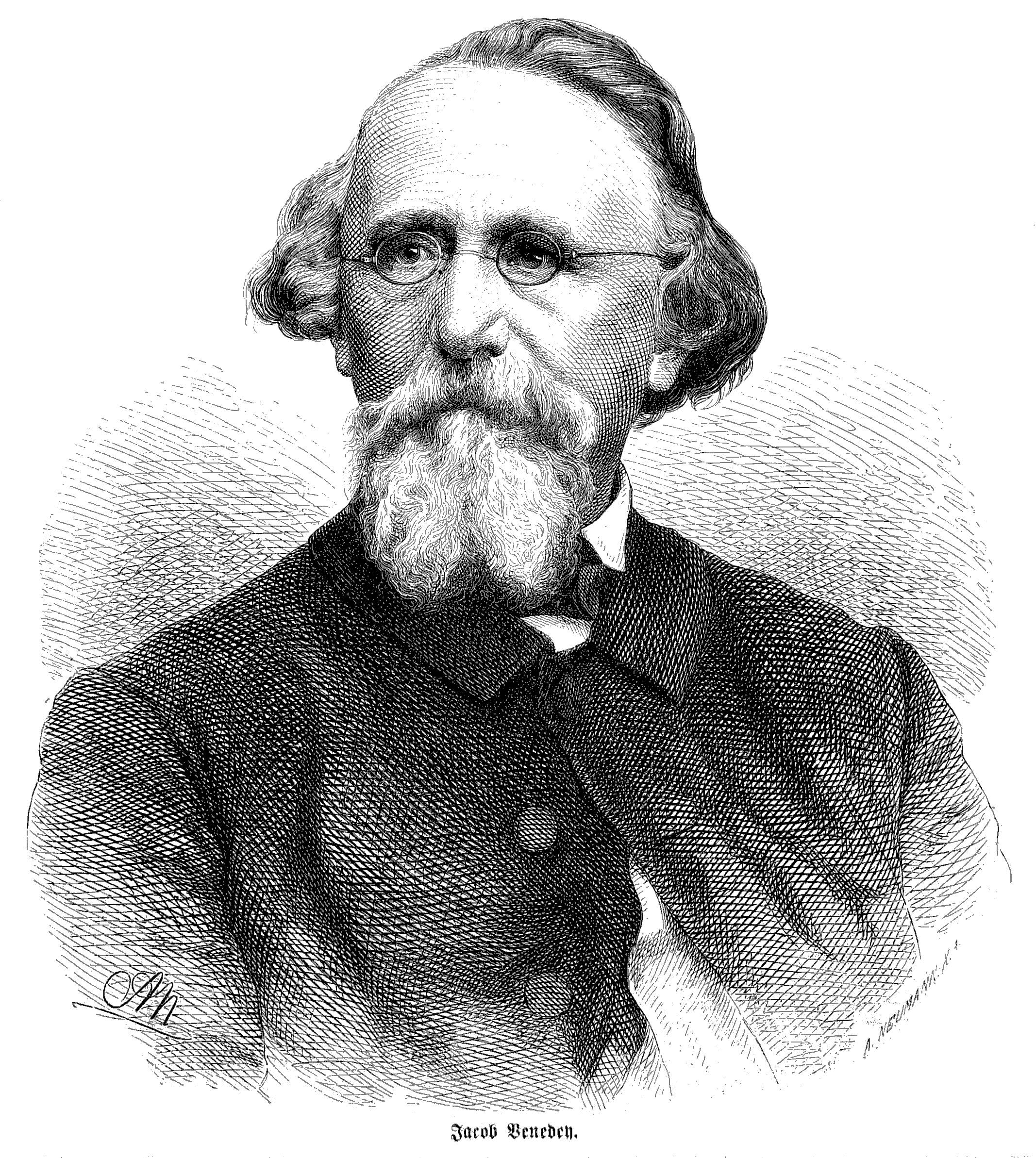
Якоб Венедей

Целью Союза провозглашались «освобождение и возрождение Германии» и реализация правовых принципов, закреплённых в «Декларации прав человека и гражданина», включая обеспечение в новой Германии гражданских свобод и социально-политического равенства. Идеи и требования Союза отверженных находили отражение на страницах издававшегося членом Союза, демократически настроенным журналистом Георгом Файном журнала «Der Geächtete».
Достаточно быстро в рамках Союза отверженных наметилось размежевание между умеренным его крылом и крылом радикальным, которое состояло из рабочих и ремесленников, находившихся под влиянием утопического социализма и коммунизма. Среди последних выделялся портной-подмастерье Вильгельм Вейтлинг, мировоззрение которого складывалось под влиянием революционно-коммунистических воззрений Бабёфа; он стал одним из инициаторов раскола Союза отверженных и создания осенью 1836 года на основе его радикального крыла Союза справедливых — первой коммунистической организации немецких рабочих.
Союз справедливых представлял собой уже чисто пролетарскую организацию. Среди его первых членов были и рабочие, уже имевшие практический опыт революционной борьбы — например, Карл Шаппер, участник республиканского восстания во Франкфурте-на-Майне («Франкфуртское покушение», 3 апреля 1833 г.) и т. н. Савойского похода Дж. Мадзини (январь — февраль 1834 г.), член тайного республиканского общества «Молодая Германия», который вступил в Союз отверженных сразу после приезда в Париж в августе 1836 г. (позднее — один из виднейших руководителей Союза справедливых и Союза коммунистов).
В новую организацию перешла основная масса членов Союза отверженных — около 400 человек. После этого деятельность Союза отверженных сошла на нет.